# Julius Stürmer
Julius Stürmer (* 22. Mai 1915 in Karánsebes, Königreich Ungarn, Österreich-Ungarn; † 7. Februar 2011 in Geltendorf) war ein deutscher Maler und Grafiker.

## Leben
Julius Stürmer wurde 1915 als Sohn eines Kirchenmalers im ungarischen Karánsebes geboren. 1918 fiel dieser Landstrich an Rumänien. Julius Stürmer besuchte 1925–1934 das rumänische Lyzeum ebenda; von 1931 bis 1933 das deutsche Realgymnasium in Timișoara. Von 1933 bis 1934 studierte er an der Kunstakademie Timișoara das Fach Malerei und Kunsterziehung und 1934–1938 an der Kunstakademie in Berlin. Hier arbeitete er für die UFA und als Werbemaler für die Auto Union AG. 1939 bis 1941 war er als Kunsterzieher an der Banatia und am Piaristengymnasium in Timișoara tätig, von 1942 bis 1944 dann als Werbemaler in Berlin und als Kunsterzieher in Neuzelle in der Niederlausitz.
Während eines Urlaubs in Rumänien wurde er am 24. Dezember 1946 verhaftet. Julius Stürmer wurde sieben Monate lang in einem Gefängnis des rumänischen Geheimdienstes Securitate in Constanța festgehalten und zu 15 Jahren Arbeitslager verurteilt. Im Arbeitslager Workuta kam ihm seine Ausbildung als akademischer Maler zugute, da Malaufträge von Offizieren und Wachpersonal ihm manche kleine Vergünstigung verschafften. Julius Stürmer gehörte zu den letzten 29 deutschen Gefangenen, die nach der Moskau–Reise Konrad Adenauers aus sowjetischer Gefangenschaft entlassen wurden und am 26. November 1956 in Berlin eintrafen. Stürmer verarbeitete seine Erinnerungen an den Gulag in seinem Buch Die eisige Hölle Workuta.
In der Bundesrepublik Deutschland arbeitete Stürmer für mehrere Jahrzehnte als freischaffender Kunstmaler und Grafiker vorwiegend für die Autoindustrie. Seine Arbeiten finden sich unter anderem im Automobilmuseum in Aschaffenburg, in der Opel-Sammlung Rüsselsheim, bei Audi, BMW, Mercedes und Continental-Reifen. Die meisten seiner Arbeiten zum Thema Auto sind jedoch im Auto & Traktor Museum in Uhldingen-Mühlhofen am Bodensee ausgestellt. Hier werden vor allem seine Arbeiten als Werbegrafiker, aber auch Entwurfszeichnungen und Karikaturen zum Thema Motorsport gezeigt.
1972 porträtierte Stürmer den aus Siebenbürgen stammenden Raketenpionier Hermann Oberth, worauf er weitere Aufträge für Porträts von Pionieren der Raumfahrt erhielt, so auch von Wernher von Braun. Die Porträts sind neben anderen Arbeiten Stürmers in Peenemünde zu sehen.

### Ausstellungen
- Dauerausstellung im Museum in Wolfegg
- Historisch–Technische Informationszentrum in Peenemünde auf der Ostseeinsel Usedom
- August Horch Museum Zwickau
- Automobilmuseum in Aschaffenburg
- Opel-Sammlung Rüsselsheim

### Veröffentlichungen
- Die eisige Hölle Workuta. 304 Seiten, Banat Verlag, Erding 2006, ISBN 978-3-9810962-1-7.

### Mitgliedschaften
- Mitglied der Academia Cosmologica Nova
- Mitglied der Landsberger Künstlergilde

### Auszeichnungen
- Ehrengabe des Kulturpreises der Donauschwaben, 1978
- Nikolaus-Kopernikus-Medaille, 1984
- Verdienstmedaille in Gold und mit der Prinz-Eugen-Nadel der Landsmannschaft der Banater Schwaben, 2010[1]